# Cimburga von Baden

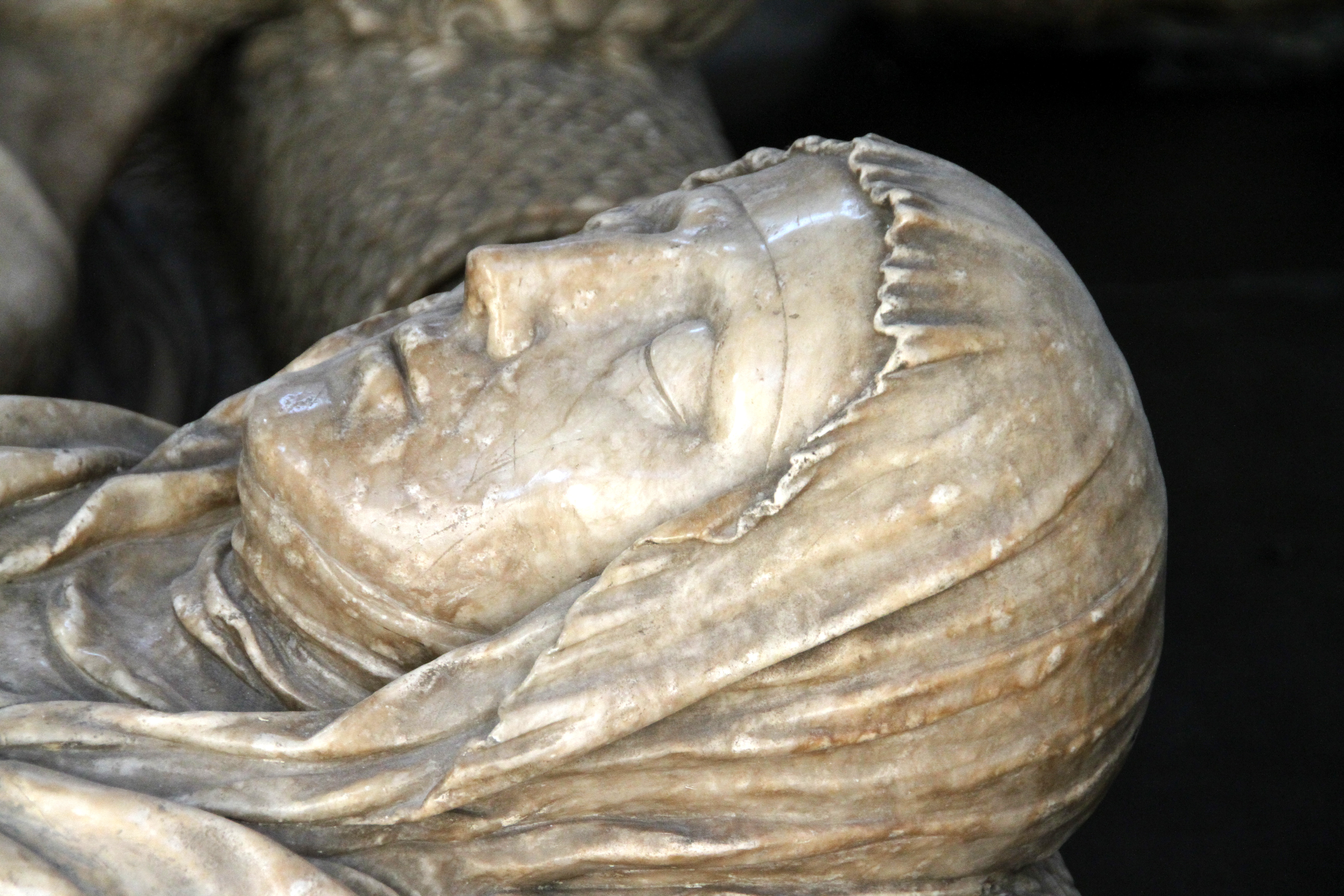
Cimburga von Baden auf dem Grabmal für sie und Engelbert II. von Nassau in Breda

Cimburga von Baden (auch Cimburgis oder Zimburg; * 15. Mai 1450; † 5. Juli 1501 in Breda) war eine Grafentochter aus dem Haus Baden und durch Heirat Gräfin von Nassau-Dillenburg.
Cimburga war die Tochter von Markgraf Karl I. von Baden und Katharina von Österreich. Sie heiratete am 30. Januar 1469 im Rahmen einer Doppelhochzeit den Grafen Engelbert II. von Nassau-Dillenburg.